# Iwan Lutschuk

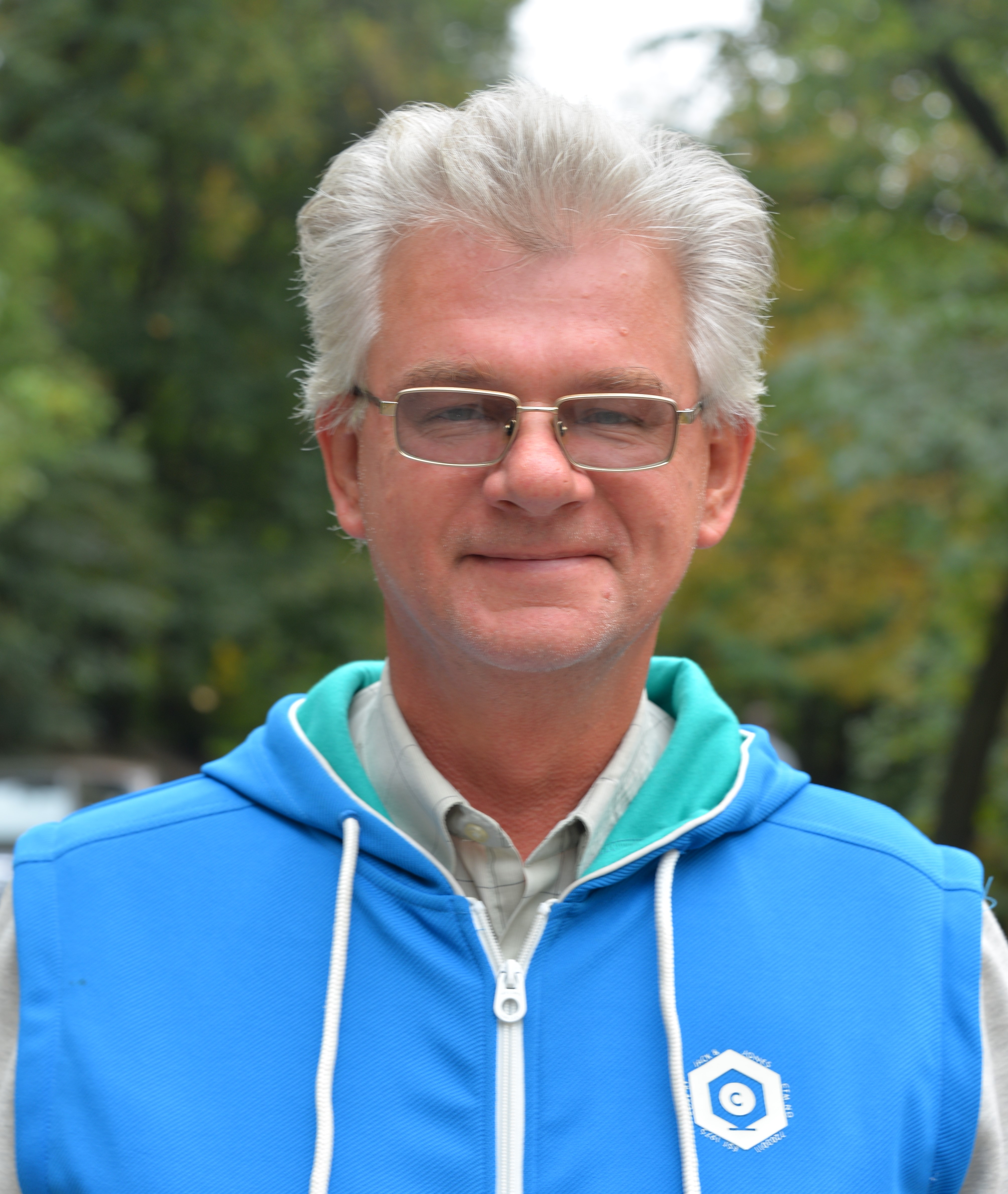
Iwan Lutschuk 2016

Iwan Wolodymyrowytsch Lutschuk (ukrainisch Іван Володимирович Лучук; * 24. Februar 1965 in Lwiw, Ukrainische SSR) ist ein ukrainischer Dichter, Übersetzer und Literaturkritiker.

## Leben
Iwan Lutschuk kam als Sohn des Schriftstellerehepaars Wolodymyr Lutschuk (Володимир Іванович Лучук 1934–1992) und Oksana Senatowytsch (Оксана Павлівна Сенатович 1941–1997) im westukrainischen Lwiw zur Welt.
Er studierte bis 1986 am Institut für Slawistik an der Fakultät für Philologie der Universität Lwiw und im Anschluss an der Graduiertenschule des Instituts für Slawische- und Balkanstudien in Moskau. 1994 wurde er Kandidat der Philologie und 2011 Doktorand am Literaturinstitut der Nationalen Akademie der Wissenschaften der Ukraine Schewtschenko. 2013 promovierte er mit einer Arbeit über „Die Kunst des poetischen Diskurses in der ukrainischen Poesie und Literaturkritik.“
1984 gründete er mit Roman Sadlowskyj und Nasar Hontschar die literarische Gruppe „LuHoSad“, ist seit 1989 Mitglied der Wissenschaftlichen Gesellschaft Schewtschenko in Lwiw und seit 1997 Mitglied des ukrainischen Schriftstellerverbandes. Zwischen 1995 und 2007 unterrichtete er kirchenslawisch an der Ukrainischen Katholischen Universität in Lwiw.
Lutschuk arbeitet als Leitender Forscher des literarischen Prozesses am Institut der Wissenschaften der Ukraine „Iwan Franko“, einer wissenschaftlichen Forschungseinrichtung der Lwiwer Filiale des Instituts für Literatur.
Bisher schrieb der Preisträger zahlreicher Literaturpreise und Teilnehmer an vielen internationalen Literaturfestivals zehn Poesiebücher und veröffentlichte 2000 den Roman „Ulisseya“. Seine Bücher wurden bisher in Deutsch, Englisch, Spanisch, Lettisch, Russisch, Belarussisch, Polnisch, Serbisch, Slowakisch und Kroatisch übersetzt.